# Wilhelm Martin Dienstbach
Wilhelm Martin Dienstbach (* 12. Juli 1873 in Usingen; † 29. April 1957 ebenda) war ein deutscher Lehrer und Heimatforscher.

## Leben
Er kam als Sohn des Gerbereibesitzers Julius Martin Dienstbach und Margarete Bedenbender zur Welt. Er promovierte am 22. Juli 1905 an der Universität Zürich mit der Dissertation Nassau-Saarbrücken u. Mörs; ein Beitrag zur Geschichte des oranischen Secessionsstreites zum Dr. phil. Er heiratete am 2. Oktober 1908 Ella Trass aus Frankfurt.
Dienstbach arbeitete als Mittelschulrektor in Frankfurt am Main. Dort trat er 1924 der Freimaurerloge Zur Einigkeit bei. Er war Ehrenbürger von Usingen.
Die Wilhelm-Martin-Dienstbach-Straße in Usingen ist nach ihm benannt.

## Publikationen

### Bücher
- Der Geschichtsunterricht in der Arbeitsschule – ein Wegweiser zu seiner zeitgemäßen Gestaltung (= Führer in die Arbeitsschule, Bd. 4) Frankfurt am M.: Moritz Diesterweg, 1922
- Aus Chroniken deutscher Städte: Bilder aus dem Städteleben des Mittelalters. Kranz-Bücherei, H. 48/49 Frankfurt a. M. : Moritz Diesterweg, 1926
- Quellenbuch zur deutschen Geschichte. Zweier Teil: Vom ausgehenden Mittelalter bis zum Ende des alten Deutschen Reiches. Hrsg. v. Wilhelm Dienstbach, Fritz Grebenstein, Otto Metzker. Frankfurt am M.: Moritz Diesterweg, 1927

### Artikel in "Usinger Land"
Heimatkundliche Beilage zum Usinger Anzeiger
- Dem Gründer unseres Seminars, 1926-03* Das erste Feldbergfest, 1926-05
- Frauengestalten aus dem Usinger Schlosse, Teil I-III, 1932
- Wie die Usinger Bürgerschaft den 30jährigen Krieg erlebte, 1935-09
- Von Kohlenbrennern, Eisenwerken u.Nagelschmiederei um Usingen,  1935-09
- Wie uns. nass. Heimat den Anschluß a.d.Dt.Zollverein fand, 1936-01
- Das Usinger Stadtwappen, 1936-02
- Über neuere Siedlungen im Usinger Land, Teil I+II, 1936-02
- Eigenartige Pfingsbräuche im Usinger Land, 1936-04
- Das Buchfinkenlied und sein Sänger, 1936-06
- Die Sage von der Kranichsburg, 1936-07
- August Wilhelm und Richard Wagner, 1936-07
- Aus alten Urkunden (Stockheimer Gericht), 1936-07
- Vom Usinger Kreishaus, 1936-08
- Ein altes Weistum aus dem Usinger Land, 1938-04
- Nassau-Oranien und Usingen, 1938-05
- Vor 124 Jahren, Nassauer in Spanien, 1938-06
- Unser Usinger Land,  1939-01
- Vor 125 J.: Wie uns. alt-nassauischen "Spanier" heimkehrten, 1939-05
- Auch ein Churchill (Vorfahr Churchills und Walrad), 1940-02
- Bekannte Usinger a. d. Zeit d. ausgehenden Mittelalters, T.I-III, 1940/41
- Etwas über das Usatal aus einem alten Lexikon, 1940-04
- Von allerlei Rechtsbrauchtum, 1940-04
- Über alte Wege in Wald und Flur des Usinger Landes, 1940-05
- Rezension: Lebensbilder nassauischer Persönlichkeiten, 1941-01
- Ein achtenswerter Mann, 1949-01
- Ein Kirchspiel ehrt seinen Lehrer (Nik.Fischer, 1812), 1950-01
- Ein Goethe-Denkmal im Usatal, 1950-01
- Vom "Hohenastheimer" und anderen Obstweinen, 1950-02
- August Wilhelm- der deutsche Paganini, Teil I-III, 1950
- Christian Wirth – ein Mann, der viel für seine Heimat tat, 1950-07
- Wie Hundstal wieder Hunoldstal ward, 1950-12
- Richard Wagner +, 1951-02
- Ein Überblick über die Geschichte Usingens, Teil I-II, 1951
- Als es bei uns noch Waldschmiede gab, 1951-10
- Das Usinger Stadtbild um das Jahr 1500, Teil I-IV, 1951/52
- Der Hattsteiner Hof und seine Bewohner, Teil I+II, 1952
- Usingen und der Feldberg, 1952-10
- Römischer Ziegel im Kirchenportal, 1952-1
- Bartholomäus Arnoldi Usingen, 1953-01
- Ein Löwe für den Usinger Marktbrunnen, 1953-03
- Das Usinger Fürstenhaus, 1953-06
- Aus der Zeit der Fürstin Carlotte Amalie, 1955-04
- Eine Oranierin führte U. zur Blüte, 1955-05
- Über die Berufung des Baumeister Stengel,  1955-05